# DSB Traktor 251–290
Die Baureihe DSB Traktor 251–290 sind leichte B-gekuppelte Diesel-Rangiertraktoren, die 1966 sowie 1968 und 1969 gebaut wurden. Sie werden auf den Anlagen der Danske Statsbaner (deutsch Dänische Staatsbahnen) in Dänemark eingesetzt. Die Rangiertraktoren werden für kleinere Transportaufgaben und zum Rangieren auf Anschlussbahnen und in den Bahnhöfen verwendet.

## Geschichte
Um die Dampflokomotiven im Rangierbetrieb in Dänemark völlig abzulösen, reichten die zwischen 1960 und 1965 beschafften 120 Stück der Diesellokbaureihe MH (II) nicht aus. So wurden Überlegungen getroffen, weitere Lokomotiven zu beschaffen. Da die MH (II) mit 440 PS und einer Höchstgeschwindigkeit von 60 km/h gut im leichten Streckendienst einzusetzen waren, wurden Lösungen für den Verschub in den Bahnhöfen gesucht. Da mit den Rangiertraktoren von Ardelt, der Baureihe DSB Traktor 101–116 sowie dem Lizenznachbau DSB Traktor 117–146 von Frichs gute Erfahrungen gemacht wurden, wurde die Beschaffung von noch leichteren Lokomotiven ohne Stangenantrieb in Erwägung gezogen.
Auf Grund der guten Erfahrungen in Deutschland mit Kleinlokomotiven (Köf) mieteten die Danske Statsbaner am 28. November 1963 die Köf 6645 an, die nach einer Einweisung von DSB-Lokführern vom 14. März bis 13. August 1964 in Dänemark war. Nach der Erprobung bestellten die DSB 20 Rangiertraktoren, die im Sprachgebrauch in Anlehnung an die deutsche Bezeichnung Køf genannt wurden. Die 251–270 wurden bei Frichs in Århus bestellt und 1966 geliefert.
Im Gegensatz zur deutschen Baureihe haben die dänischen Køf einen englischen Leyland-Motor. 1967 bestellte die DSB weitere 20 Køf bei Frichs, die 271–290. Die Serie erhielt ein geschlossenes Führerhaus mit Fenstern und Türen und wurde 1968 und 1969 geliefert.

## Einsätze
Die Køf wurden neben dem Rangierdienst auf Bahnhöfen in den Zentralwerkstätten Aarhus und Kopenhagen sowie in den Betriebswerken Fredericia, København und Århus sowie im Schienenlager Fredericia eingesetzt. Bei einigen Güterverkehrskunden, die ausgebildetes Bedienpersonal besaßen, konnten die Rangiertraktoren beobachtet werden.
In Ausnahmefällen gelangten die Lokomotiven wie zwischen Vejen und Brørup mit Bedienungsfahrten in den Streckendienst.

## Instandhaltung
Um bei größeren Untersuchungen Überführungen in die zuständige Werkstatt Fredericia mit eigener Kraft zu vermeiden, beschafften die DSB 1996 zwei aus Gs umgebaute Køf-Transportwagen, die die Bauartbezeichnung Uis erhielten. Der Wagen 40 86 949 9 000-8 wurde 2013 ausgemustert, der 40 86 949 9 001-6 im gleichen Jahr an den Dansk Jernbane-Klub abgegeben.

## Aufbau
Das Führerhaus ist auf beiden Seiten mit einem Bedienplatz ausgestattet und mit der niedrigen Fußbodenhöhe von etwa 400 mm über Schienenoberkante dem Ein- und Aussteigen beim Rangieren angepasst. Der Sechszylinder-Viertakt-Motor von Leyland leistet 128 PS (94 kW) bei 1800/min. Sein Kühlwassersystem besitzt eine Vorwärmeinrichtung mit 2000 W bei 110 V. Der Motor ist über eine Kardanwelle mit dem Voith-Hydraulikgetriebe L33u verbunden. Vom Voith-Getriebe geht die Kraftübertragung über ein Wendegetriebe von Gmeinder und einen Kettenantrieb auf beide Achsen.
Vom Motor, der über ein Handrad bedient wird, werden über Riemen Kompressor und Generator angetrieben. Das Bremsventil für den Zug liegt auf der rechten Führerstandsseite, die Lok allein kann über ein links und rechts vorhandenes Bremsventil gebremst werden.
Die ersten 20 Lokomotiven wurden mit offenen Führerhäusern ohne Türen und Seitenfenster geliefert. Die zweite Serie wurde mit einem vollständig geschlossenem Führerhaus geliefert, ab 1968 erfolgte die Nachrüstung der ersten Serie.
Ursprünglich waren alle Fahrzeuge an beiden Enden mit einer automatischen Rangierkupplung ausgerüstet, die beim Anfahren an einen Wagen automatisch kuppelte und vom Führerstand durch Druckluft entkuppelt werden konnte. Für Zugfahrten wurde sie hochgeklappt und die Schraubenkupplung des ersten Wagens mit dem Kupplungshaken der Lok verbunden. Einzelne Lokomotiven erhielten später normale Schraubenkupplungen.
Etwa ab 1980 wurden auf den Führerhausdächern gelbe Blinklichter für den Einsatz unter anderem auf Hafengleisen montiert. Ende der 1980er Jahre wurde der Auspuff umgebaut und in einem langen Rohr an das hintere Führerhausende geführt. Das Führerhaus wurde mit schallisolierenden Matten ausgekleidet, um den Lärm zu reduzieren.
Als einzige Lok erhielt Nr. 270 einen Schneepflug.

## Farbgebung
Alle Lokomotiven waren bei der Lieferung im damaligen DSB-Design grün mit gelben Anschriften. Zwölf von ihnen erhielten das rot-schwarze DSB-Design von 1972, eine wurde ganz rot lackiert und eine weitere erhielt gelbe Führerhausendwände.
Damit das Stellwerkspersonal die Nummern der Lokomotiven leichter erkennen konnte, wurden einem Teil davon die Nummer in großen Ziffern auf das Dach gemalt.

## RDK Traktor 251…290
Mit der Ausgliederung der Güterverkehrssparte 2001 aus den DSB in die Gesellschaft Railion Danmark wurden zahlreiche Lokomotiven an Railion abgegeben. Dies betraf DSB 251, 252, 254–262, 264, 266–268, 275–278, 281–284, 286, 289 und 290. Alle anderen blieben bei DSB.
RDK 290 wurde 2001 abgestellt, 2006 zu Henriksen, Århus, zur Verschrottung überführt, jedoch 2007 von den DSB zurückgekauft, aufgearbeitet und ist seither bei DSB Godsvogne Fredericia eingesetzt. 2012 erhielt sie eine rote Neulackierung.

## RSC Traktor 251…290
Als 2009 Railion Danmark in DB Schenker Rail Scandinavia aufging, wurden nur noch RSC 254, 259, 260, 262, 276, 278, 281 und 282 übernommen. Die anderen Kleinlokomotiven waren nicht mehr im Bestand von RDK vorhanden.
RSC 259 wurde 2011 an DSB verkauft und ist wieder als DSB 259 im Einsatz.

## VLTJ Køff / MjbaD Køff
- RDK 252 wurde 2004 von Vemb–Lemvig–Thyborøn Jernbane A/S gekauft, als VLTJ Køff 29 eingereiht und an Cheminova verliehen. 2008 wurde die Lok durch Fusion von der Midtjyske Jernbaner übernommen und erhielt die neue Bezeichnung MjbaD Køff 29.
- RDK 260 wurde 2013 gekauft und ist seit 24. Januar 2014 in Lemvig. Sie wird durch die Midtjyske Jernbaner als MjbaD Køff 260 geführt, wurde 2015 abgestellt und als Ersatzteilspender verwendet.
- RDK 283 wurde 2006 gekauft und als VLTJ Køff 21 bezeichnet. Sie war seit 5. Januar 2007 in Lemvig und wird seit 2008 durch die Midtjyske Jernbaner als MjbaD Køff 21 geführt. Seit 2017 ist sie für den Verschub bei Cheminova in Harboøre zuständig.

## Contec Köf
Contec Rail übernahm folgende Lokomotiven:
- RDK 258: 2010 als Contec Köf 258 übernommen, bis 2012 in Køge, 2011 in Holbæk blau lackiert, 2012 an C Rail Safety ApS
- RDK 275: 2010 als Contec Köf 275 übernommen, 2011 gold lackeriert und in Padborg eingesetzt
- RDK 277: 2010 als Contec Köf 277 übernommen, in Køge eingesetzt. 2012 an Svensk Tågkraft AB verkauft

## C Rail Safety Köf
Das 2011 gegründete Wartungsunternehmen C Rail Safety (CRSA) hat 2012 die Contec Köf 258 übernommen.

## STAB Köf 277
Svensk Tågkraft AB erwarb im Februar 2012 die Contec Köf 277 und setzt sie seither in Nässjö ein. 2014 wurde die Lok rot lackiert. Sie trägt die EVN 98860000277-4.

## Verbleib
- RDK 251: 2006 an Dansk Jernbane Klub (DJK) (GM-gruppen, Hundested)
- RDK 255: ging 2009 nicht an RSC, abgestellt in Fredericia von 2009 bis 2011, im Februar 2011 dort verschrottet (Besitzverhältnisse nicht geklärt)
- RDK 256: 2006 an Danmarks Jernbanemuseum
- RDK 257: 2007 als DSB 257 an Veteranbanen Bryrup–Vrads (VBV)
- DSB 260: 1981 in Struer bei einem Lokschuppenbrand stark beschädigt, jedoch wieder aufgebaut
- RDK 261: 2006 an Danmarks Jernbanemuseum, Randers
- RSC 262: 2010 in Fredericia verschrottet
- RDK 264: 2002 ausgemustert, von 2002 bis 2007 in Fredericia abgestellt, 2007 bei Henriksen in Århus verschrottet
- RDK 266: 2007 bei Henriksen in Århus verschrottet
- RDK 267: 2006 an Aarsleff Rail A/S verkauft
- RDK 268: 2009 bei Henriksen in Århus verschrottet
- DSB 279: 1999 nach einem Rangierunfall in Kalundborg ausgemustert, 2001 verschrottet
- RDK 284: 2007 ausgemustert
- RDK 286: 2006 an Aarsleff Rail A/S verkauft
- RDK 289: 2002 ausgemustert, 2007 verschrottet
- DSB 288: 2001 an DSB Museumstog Randers, ab 2003 in Danmarks Jernbanemuseum in Odense